# 北惠济庙
北惠济庙，原址位於今北京市石景山区首钢园西部原首钢制氧厂内，是永定河最大的河神庙。

## 简介
《永定河志》记载，清朝康熙三十一年（1692年）至康熙六十年（1721年），康熙帝共下8道治理永定河的诏书；雍正帝在位14年曾下11道治理永定河的诏书。雍正三年（1725年），雍正帝称“直隶地方向来旱涝无备，皆因水患未除，水利未兴所致。朕宵旰轸念，莫释于怀”。翌年，雍正帝得知怡亲王允祥等人大修水利工程初见成效，“夏秋以来，地方悉无水患，而新种稻田又皆收获”，“心深为慰悦”，雍正帝还说“其在工人员，或於此时议叙以示鼓励，或俟工程告成之日议叙”。雍正帝在《石景山惠济庙碑文》中，述说了自己治理永定河的功绩，“比年以来，永定河安流顺轨，无冲荡之虞，民居乐业，岁获有秋”。雍正十三年（1735年），雍正帝仍在提出治理永定河的意见。
北惠济庙建成於清朝雍正八年（1730年）。雍正帝在《永定河神庙告成祭文》里称，“朕注心河务，礼敬神明，远筹捍御之宜，备举尊崇之典。”“朕思石景实处上游，宜建庙以安神，命河臣而度地。冈峦拥卫，控金堤而制洪流；栋宇辉煌，驻云旗而回巨浪。肃将祀事，祗告落成。惟神鉴歆，永垂庇佑。安澜奏绩，俾庐井之恬熙；润下成能，享春秋之祈报。”
北惠济庙建成以前，康熙帝在卢沟桥以北兴建了南惠济庙。雍正帝在《石景山惠济庙碑文》里称，“永定河，古所称桑干河，出太原，经马邑，合雁云诸水，奔注畿南。发源既高，汇流甚众，厥性激湍，数徙善溃。康熙三十七年，我皇考圣祖仁皇帝亲临指授疏导之方。新河既潴，遂庆安澜，爰锡嘉名，永昭底定。立庙卢沟桥北，题额建碑，奎文炳耀，河神之封，实自此始。”雍正帝修缮了南惠济庙，“复以卢沟神庙，皇考圣迹所在，载加崇饰，丹镬唯新，并增建杰阁，翼如焕如，称朕敬神惠民之意。”
北惠济庙由怡亲王允祥主持兴建。允祥认为，“石景山堤口当永定河之上游，作京师之保障，所关最为紧要”。他“躬往营度，得地庞村之西”，选址“长河西绕而南萦，峰岭北纡而左骛”，“控制形胜，负山临流”。

## 建筑
北惠济庙坐北朝南，前後三进院落。今尚存一座碑亭和一株古柏，均在首钢制氧厂内。
碑亭内为雍正御制碑，位於首钢总公司制氧厂内西南端，始建于清朝。1983年8月27日被石景山区人民政府公布为第一批石景山区文物保护单位，2021年8月27日被北京市公布为第九批市级文物保护单位。碑亭建於清朝乾隆年间，坐北朝南，面阔5.2米。碑亭平面为正方形，卷棚顶，砖石结构，四面有拱门，南门额题“谟肇恬波”（为乾隆帝御笔）。亭内为雍正御制碑，汉白玉质，螭首龟趺。碑阳刻雍正帝御制碑文，内容为：
永定河，古所称桑干河，出太原，经马邑，合雁、云诸水，奔注畿南。发源既高，汇流甚众，厥性激湍，数徏善溃。康熙三十七年，我皇考圣祖仁皇帝亲临指授疏导之方。新河既瀦，遂庆安澜，爰锡嘉名，永昭底定。立庙卢沟桥北，题额建碑，奎文炳耀，河神之封，实自此始。
　　朕缵绍鸿基，加意河务，设官发帑，深筹疏筑之宜。比年以来，永定河安流顺轨，无冲荡之虞。民居乐业，岁获有秋。岂惟人事之克修，实赖神功之赞佑。念石景山据河上游，捍御宜亟，爰命相择善地，作新庙以妥神。朕弟和硕怡贤亲王躬往营度，得地庞村之西，鼎建斯庙。长河西绕而南萦，峰岭北纡而左骛。控制形势，负山临流。殿宇崇严，规制宏敞。护以佛阁，界以缭垣。经始于雍正七年冬，役竣，复以卢沟神庙，皇考圣迹所在，载加崇饰，丹雘维新，并增建杰阁，翼如焕如，称朕敬神惠民之意。爰赐庙名曰惠济，勒文贞珉，以纪其事。
    《诗》称“怀柔百神，及河乔岳。”河之有神，备载祀典。况永定为畿辅之名川，灵应夙著，田畴庐舍，绣错郊圻。其得安耕凿而乐盈宁者，胥仰荷皇考方略之昭垂，而明神显灵，默相孚佑，烝黎邀福孔多，宜加崇敬。今兹数十里内庙貌相望，虔修秩祀，尚其妥侑歆飨，俾斯民康阜乂安，以弘我国家无疆之庆。岂惟朕承兹惠贶，我皇考平成之骏烈，实嘉赖焉。
    雍正壬子年四月日立。

碑阴刻乾隆帝书行楷御制诗《石景山初礼惠济祠》、《惠济祠叠癸酉旧作韵》：
崇祠依石堰，像设谒金堂。云壁瞻初度，曦轮届小阳。河防慎有自，神佑赖无彊。疏凿非经禹，惟廑永定方。乾隆癸酉孟冬，初礼惠济祠，因成五言一律，以志虔敬。
寺碑建雍正，皇考辟神堂。清晏资垂佑，实枚恤向阳。不衍秩宗祀，恒奠冀州彊。蒿目一劳计，难言永逸方。甲申仲春月礼惠济祠叠癸酉旧作韵。御笔

庙前一对石狮子现存北京石刻艺术博物馆。

## 镇水牛

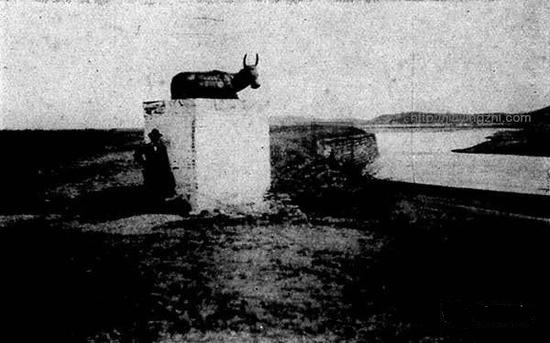
美国水利工程师塔德档案中的镇水牛照片

过去，北惠济庙前堤岸旁，有一座高约2米的砖台，台上卧有一头铁质镇水牛。乾隆五十三年（1788年）《日下旧闻考》未见记载。嘉庆二十年（1820年）《永定河志·工程》记载，“北极（济）庙前铁牛一具”，可见铁牛可能是在1788年至1820年间铸造。这是北京历史上仅有的两头镇水牛之一（另一头为颐和园昆明湖畔的铜牛）。1958年大跃进期间，在大炼钢铁时，此铁牛被化为铁水用於大炼钢铁。